# Tensta

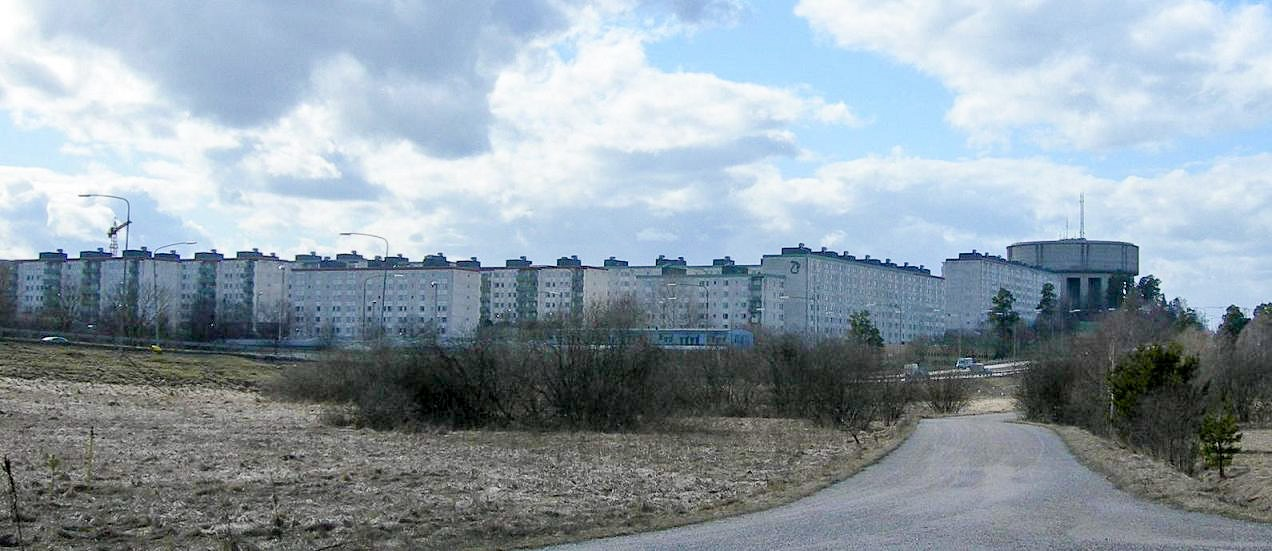
Tensta e il suo acquedotto visti da Järvafältet.

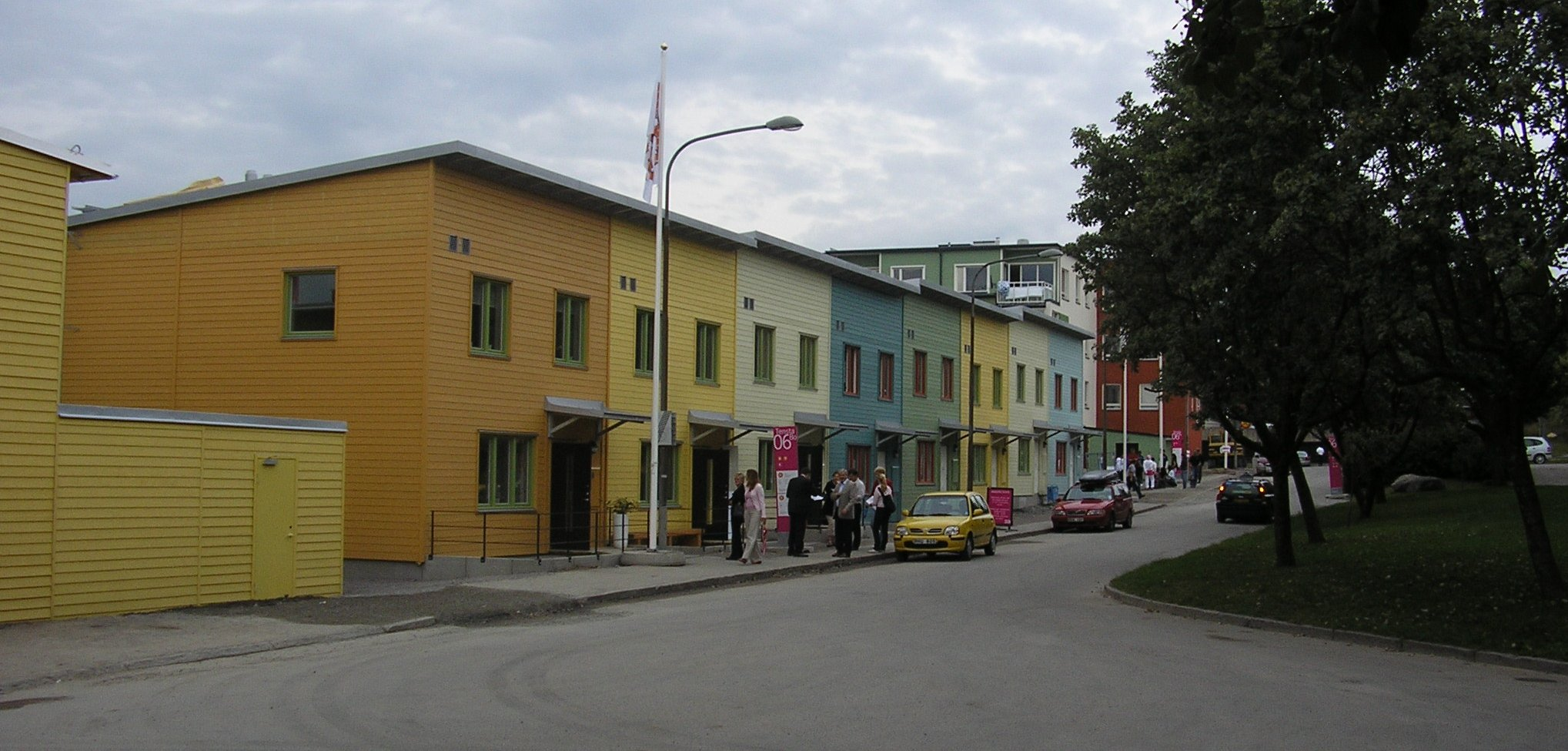
Case a schiera a Tensta.

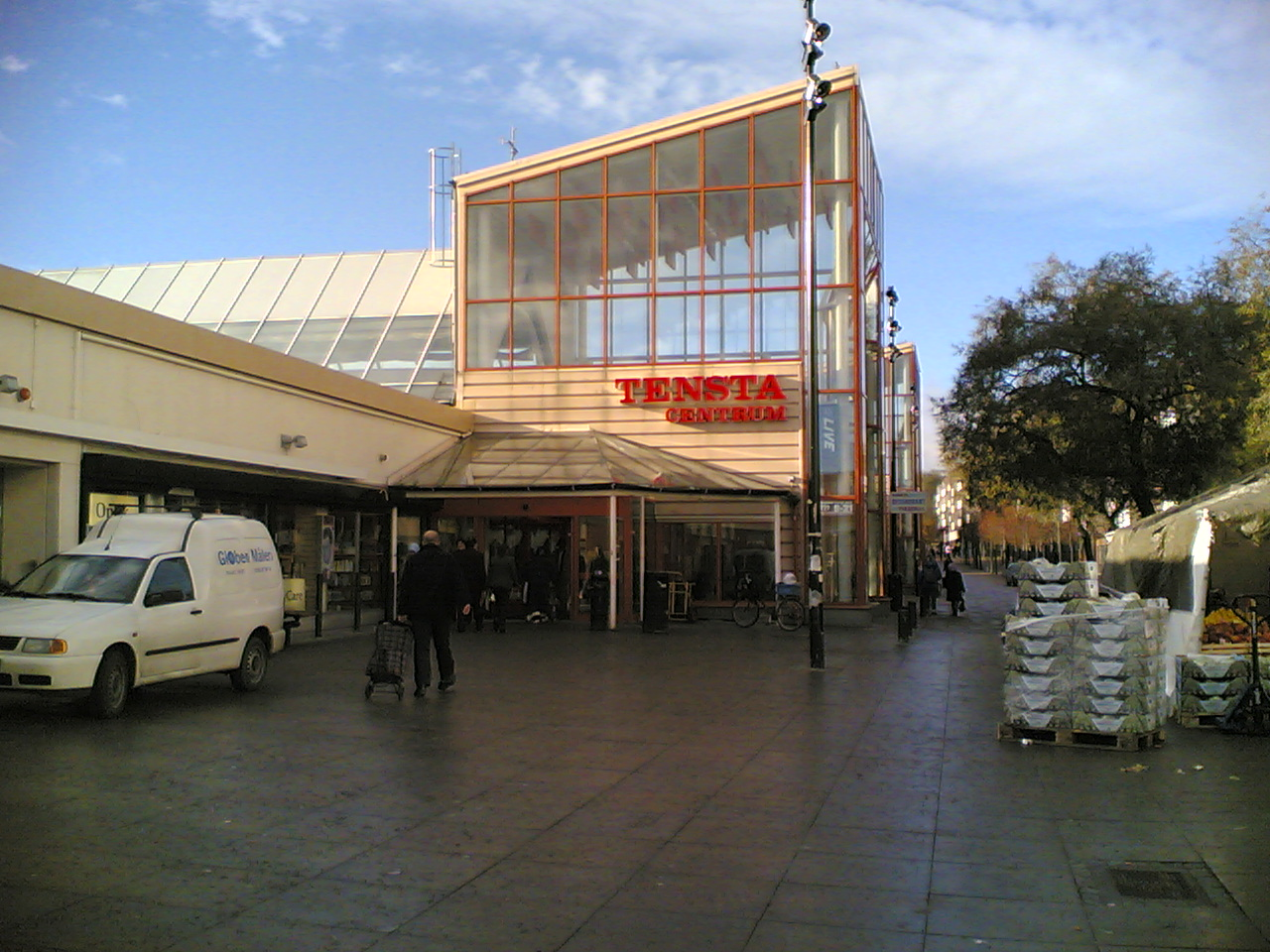
Il centro commerciale Tensta Centrum.

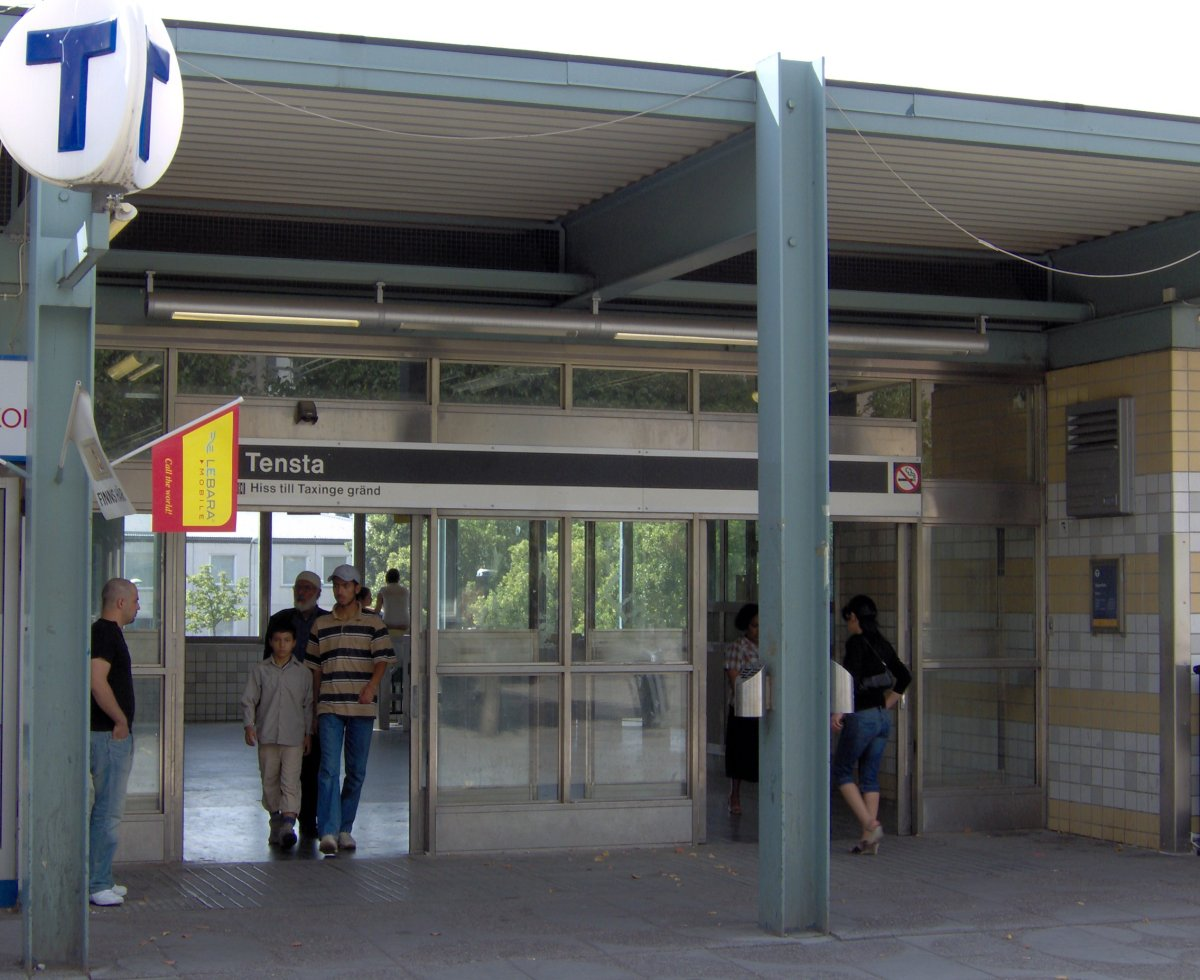
L'ingresso della metro.

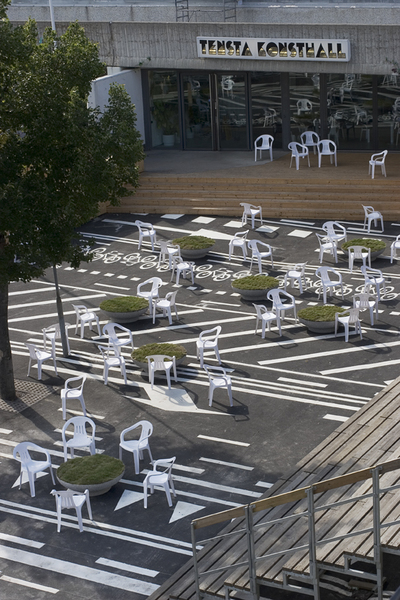
Tensta Konsthall, centro di arte contemporanea.

Tensta è un sobborgo e una zona del distretto di Spånga-Tensta, nella municipalità di Stoccolma, in Svezia. Sono qui presenti circa 6000 appartamenti mentre la popolazione è pari a 17.083 abitanti (al 31 dicembre 2007).
La moderna Tensta, con i suoi edifici spesso costruiti con elementi prefabbricati, fu costruita negli anni sessanta. Così come le vicine Rinkeby e Hjulsta, l'area fu parte del Miljonprogrammet (un programma del partito democratico che desiderava dare una casa a ogni persona a prezzi economici) e divenne conosciuta in tutta la nazione in quegli anni. Questo anche poiché molte persone si trasferirono lì quando era ancora in costruzione e ci vollero anni prima che la metropolitana aprì, diventando operativa solo nel 1975.
Nel centro della città c'è un piccolo mercato ortofrutticolo. La galleria d'arte Tensta Konsthall è situata vicino al centro ed è conosciuta sia in Svezia sia all'estero.
Tensta ha un'elevata concentrazione di immigrati, alto tasso di disoccupazione e di persone che vivono grazie all'assistenza sociale. Nel 1999 le persone che beneficiavano dell'assistenza sociale erano il 40.2% della popolazione, mentre il tasso di occupazione era pari al 44%. Nel 2000 si registrò un tasso di disoccupazione aperta che ammontava al 3,7%: gli immigrati rappresentavano il 66% della popolazione e i bambini di origine straniera nelle scuole locali erano il 95% (in alcuni casi si raggiungeva il 100%).